# The Blood Barrier
The Blood Barrier er en amerikansk stumfilm fra 1920 af J. Stuart Blackton.

## Medvirkende
- Sylvia Breamer som Enid Solari
- Robert Gordon som Robert Trevor
- William R. Dunn som  Eugene Solari
- Eddie Dunn som Eddie Brown
- Louis Dean som Zu Paven
- Margaret Barry som Marechek
- Gus Alexander